# Carpazi Occidentali Esterni
I Carpazi Occidentali Esterni sono una parte della catena montuosa dei Carpazi. Si trovano soprattutto al confine tra la Slovacchia e la Repubblica Ceca e tra la Slovacchia e la Polonia. Una piccola parte di essi si trova in Austria.
Buona parte del Carpazi Occidentali Esterni prendono il nome di Beschidi.

## Classificazione
Essi, dal punto di vista geologico, sono considerati una sottoprovincia ed hanno la seguente classificazione:
- catena montuosa = Carpazi
- Provincia geologica = Carpazi Occidentali
- Sottoprovincia = Carpazi Occidentali Esterni.

## Suddivisione
I Carpazi Occidentali Esterni sono ulteriormente suddivisi in aree e gruppi montuosi:
Carpazi Moravi Meridionali (CZ) / Carpazi Austriaci - Sud-Moravi (AT) (area)
(CZ: Jihomoravské Karpaty, AT: Österreichisch-Südmährische Karpaten)
- Lower Austrian Inselberg Swell (AT: Leiser Berge, Niederösterreichische Inselbergschwelle) + Mikulov Highlands (CZ: Mikulovská vrchovina)

Carpazi Moravi Centrali (CZ) (area)
(CZ: Středomoravské Karpaty)
- Foresta Ždánice (Ždánický les)
- Colline Litenčice (Litenčická pahorkatina)
- Chřiby
- Colline Kyjov (Kyjovská pahorkatina)

Carpazi Slovacco-moravi (CZ/SK) (area)
(CZ/SK: Slovensko-moravské Karpaty)
- Carpazi Bianchi (CZ: Bílé Karpaty, SK: Biele Karpaty)
- Javorníky (CZ+SK)
- Colline Myjava (SK: Myjavská pahorkatina)
- Váh Valley Land (SK: Považské podolie)
- Vizovice Highlands (CZ: Vizovická vrchovina)

Propaggini dei Beschidi Occidentali (CZ / PL) (area)
(CZ: Západobeskydské podhůří, PL: Pogórze Zachodniobeskidzkie)
- Colline Sub-Beschidi (CZ: Podbeskydská pahorkatina) + Moravian-Silesian Piedmont (PL: Pogórze Morawsko-Śląskie)
- Propaggini Slesiane (PL: Pogórze Śląskie)
- Propaggini Wieliczka (PL: Pogórze Wielickie)
- propaggini Wiśnicz (PL: Pogórze Wiśnickie)

Beschidi Occidentali (CZ / SK / PL) (area)
(CZ: Západní Beskydy, SK: Západné Beskydy, PL: Beskidy Zachodnie)
- Montagne Hostýn-Vsetín (CZ: Hostýnsko-vsetínská hornatina)
- Beschidi Moravo-Slesiani (CZ: Moravskoslezské Beskydy, SK: Moravsko-sliezske Beskydy)
- Turzovka Highlands (SK: Turzovská vrchovina)
- Jablunkov Furrow (CZ: Jablunkovská brázda)
- Rožnov Furrow (CZ: Rožnovská brázda)
- Jablunkov Intermontane (SK: Jablunkovské medzihorie, CZ: Jablunkovské mezihoří)
- Beschidi Slesiani (PL: Beskid Śląski, CZ: Slezské Beskydy)
- o Żywiec (PL: Kotlina Żywiecka)

cont. (Polonia) Beschidi Occidentali (PL)
(PL: Beskidy Zachodnie)
- Piccoli Beschidi (Beskid Mały)
- Maków Beskids (Beskid Makowski)
- Island Beskids (Beskid Wyspowy)
- Gorce
- (?)Bacino Rabka (Kotlina Rabczańska)
- Bacino Sącz (Kotlina Sądecka)

Beschidi Centrali (SK) / cont. (Polish) Beschidi Occidentali (PL) (area)
(SK: Stredné Beskydy, PL: Beskidy Zachodnie)
- Orava Beskids (SK: Oravské Beskydy) + Żywiec Beskids (PL: Beskid Żywiecki) (the older SK equivalent of Beskid Zywiecki is "Slovenské Beskydy"- Slovak Beskids or "Kysucko-oravské Beskydy"- Kysuce-Orava Beskids)
- Kysuce Beskids (SK: Kysucké Beskydy) +Żywiec Beskids (PL: Beskid Żywiecki) (the older SK equivalent of Beskid Zywiecki is "Slovenské Beskydy" or "Kysucko-oravské Beskydy")
- Kysuce Beskids (SK: Kysucké Beskydy)
- Kysuce Highlands (SK: Kysucká vrchovina)
- Orava Magura (SK: Oravská Magura)
- Orava Highlands (SK: Oravská vrchovina)
- Orava Beskids (SK: Oravské Beskydy)
- Sub-Beskidian Furrow (SK: Podbeskydská brázda)
- Sub-Beskidian Highlands (SK: Podbeskydská vrchovina)

Beschidi Orientali (SK) / cont. (Polish) Beschidi Occidentali (PL) (area)
(SK: Východné Beskydy, PL: Beskidy Zachodnie)
- Sącz Beskids (PL: Beskid Sądecki) + Ľubovňa Highlands (SK: Ľubovnianska vrchovina)
- Čergov (SK) + Czerchów Mountains (PL: Góry Czerchowskie)
- Pieniny (talvolta considerato parte del Podhôľno-magurská oblasť in sistemi non geomorfici)

Area Podhale-Magura (SK)/ Depressione Orava-Podhale (PL) (area)
(SK: Podhôľno-magurská oblasť, PL: Onizenie Orawsko-Podhalańskie)
- Montagne Skorušina (SK: Skorušinské vrchy) + Spiš-Gubałówka Piedmont (PL: Pogórze Spisko-Gubałowskie)
- Sub-Tatra Furrow (SK: Podtatranská brázda, PL: Rów Podtatrzański)
- Spiš Magura (SK: Spišská Magura) + Spiš-Gubałówka Piedmont (PL: Pogórze Spisko-Gubałowskie)
- Montagne Levoča (SK: Levočské vrchy)
- Bachureň (SK)
- Spiš-Šariš Intermontane (SK: Spišsko-šarišské medzihorie)
- Šariš Highlands (SK: Šarišská vrchovina)
- Bacino Orava (SK: Oravská kotlina) + Bacino Orava-Nowy Targ (PL: Kotlina Orawsko-Nowotarska)